# Xenographia adustata
Xenographia adustata är en fjärilsart som beskrevs av Moore 1887. Xenographia adustata ingår i släktet Xenographia och familjen mätare. Inga underarter finns listade i Catalogue of Life.